# Bergamasca
Bergamasca là một giống cừu nội địa từ vùng núi của tỉnh Bergamo, ở Lombardy, miền bắc nước Ý. Nó bắt nguồn từ khu vực thung lũng Val Brembana và Val Seriana, và đặc biệt gắn liền với cao nguyên Clusone. Vào đầu thế kỷ 20, nó đã lan truyền qua nhiều nơi trong vùng Lombardy; nó hiện đang được nuôi ở hầu hết các vùng của lục địa Italy, đặc biệt là tỉnh Teramo ở Abruzzo, nơi có hơn 80% nông trại đăng ký nuôi giống cừu này. Cừu Bergamasca cũng có mặt ở Brazil, Serbia và Venezuela. Nó được nuôi dưỡng chủ yếu để lấy thịt, và thường được lai giống với các giống cừu thịt khác để cải thiện năng suất. Ở Lombardy, theo truyền thống nó được nuôi dưỡng theo cách quản lý di cư gia súc: đàn gia súc trải qua mùa hè trên đồng cỏ núi cao, và qua mùa đông trong thung lũng Po.
Nó là một trong mười bảy giống cừu Ý có nguồn gốc tự nhiên, trong đó một cuốn sách gia phả chi tiết giống này được Associazione Nazionale della Pastorizia, hiệp hội chăn nuôi cừu quốc gia Ý, thực hiện ghi chép.
Năm 1983, tổng số giống cừu này được ước tính là con số 95.000 con, trong đó 7900 con được đăng ký trong cuốn sách lưu giống. Vào năm 2013, số lượng các cá thể giống này đã đăng ký là 12.042, trong đó 9833 là ở tỉnh Teramo.